# Bhutan Airlines
Bhutan Airlines är ett flygbolag från Bhutan, som började flyga 2011.

## Historia
Bhutan Airlines grundades den 4 december 2011. De första stora planet, en Airbus A319, kom i maj 2014. En till Airbus A319 kom i juli samma år. 

## Destinationer
Bhutan Airlines flyger till följande platser:

## Flotta
Flygplanen i Bhatan Airlines flotta listas nedan.